# 阿德利企鵝屬
阿德利企鵝屬，即硬尾企鹅属（Pygoscelis）是企鵝科下的一個屬。

## 分類學
線粒體和細胞核DNA證據顯示該屬的進化軌跡在3800萬年前就與其企鵝分開了，比王企鵝屬晚200萬年。其中阿德利企鵝又在1900萬年前與屬內的其他種分離。
現存的三個物種有：
- 巴布亞企鵝（紳士企鵝） Pygoscelis papua
- 阿德利企鵝 Pygoscelis adeliae
- 南極企鵝（帽带企鹅、頰帶企鵝、鬍鬚企鵝） Pygoscelis antarctica

已滅絕的物種有：
- 大型硬尾企鹅 Pygoscelis grandis （晚中新世和早上新世的巴伊亞灣、智利）
- 卡尔德拉硬尾企鹅 Pygoscelis calderensis（晚中新世的巴伊亞灣、智利）
- 泰氏硬尾企鹅 Pygoscelis tyreei（上新世的新西蘭）

## 圖片

該屬現存的三個種
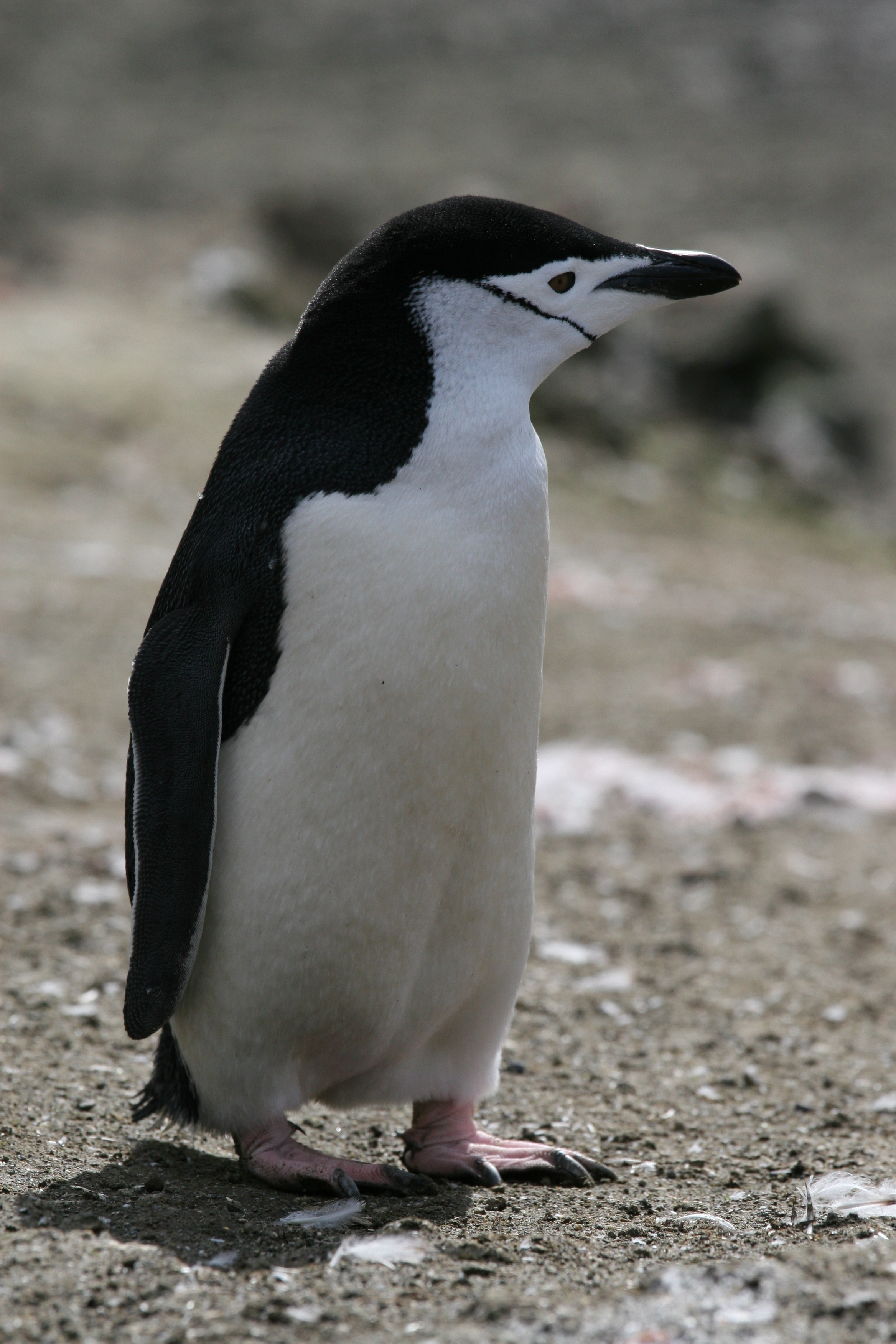
南極企鵝
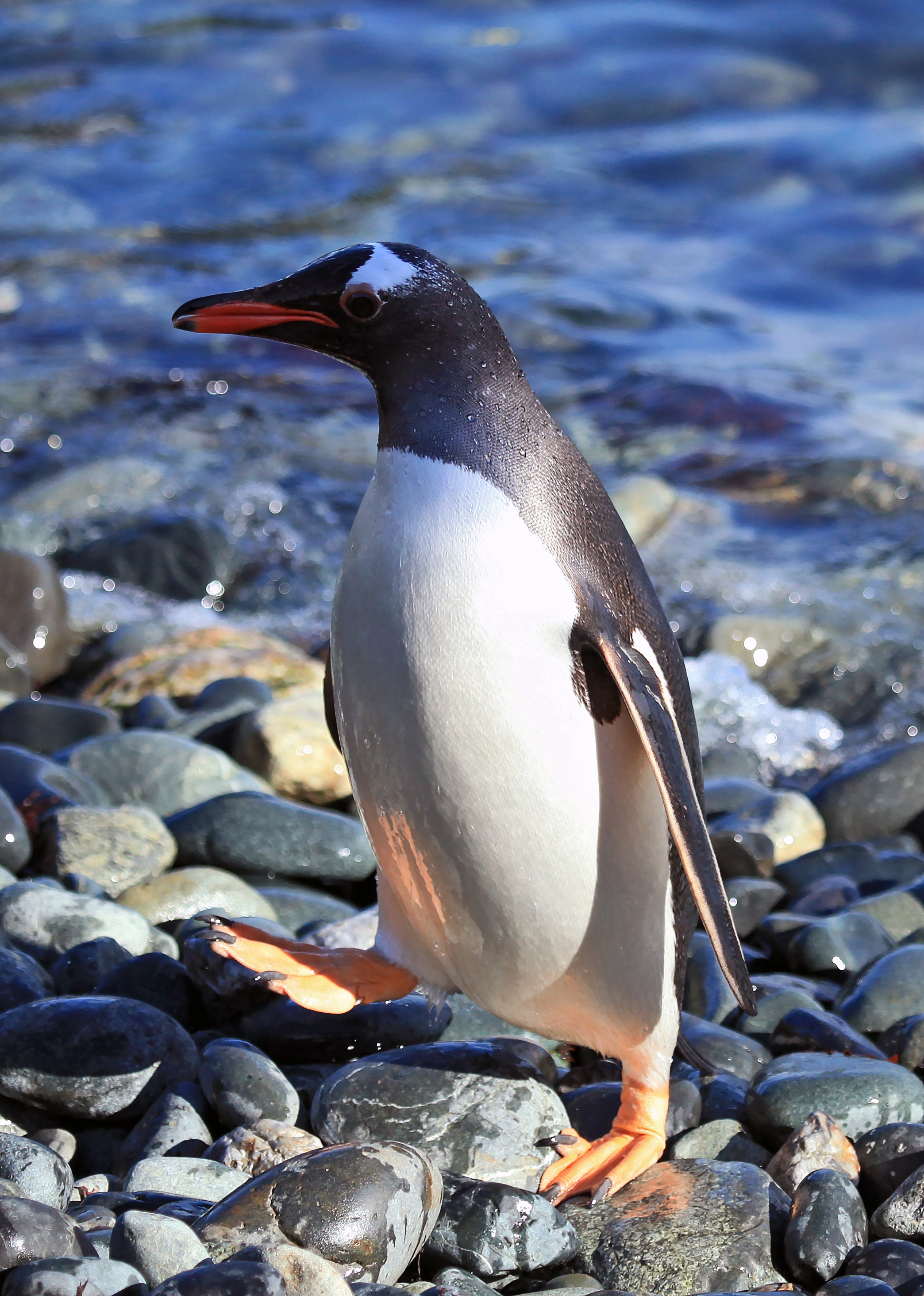
巴布亞企鵝
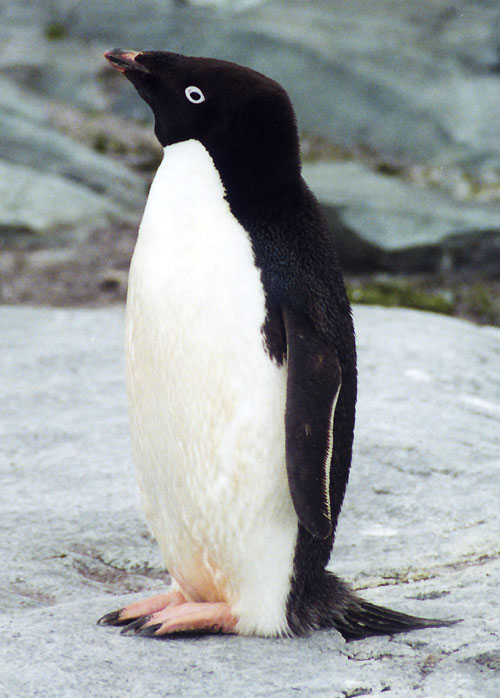
阿德利企鵝